# Округ Ла Паз (Аризона)
Округ Ла Паз (енгл. La Paz County) је округ у америчкој савезној држави Аризона. По попису из 2010. године број становника је 20.489. Седиште округа је град Паркер.

## Демографија
Према попису становништва из 2010. у округу је живело 20.489 становника, што је 774 (3,9%) становника више него 2000. године.
| Група             | 2000.          | 2010.          |
| Белци             | 12.573 (63,8%) | 12.854 (62,7%) |
| Афроамериканци    | 155 (0,8%)     | 129 (0,6%)     |
| Азијати           | 80 (0,4%)      | 107 (0,5%)     |
| Хиспаноамериканци | 4.420 (22,4%)  | 4.806 (23,5%)  |
| Укупно            | 19.715         | 20.489         |